# Hendrick Heerschop
Hendrick Harmensz. Heerschop (Haarlem, 1626/1627 - onbekende sterfplaats, begraven 9 december 1690) was een Nederlands kunstschilder en tekenaar. Heerschop, een leerling van Willem Claesz. Heda, was actief in Haarlem en Amsterdam. Hij produceerde onder meer portretten, stillevens en genrestukken.

## Persoonlijk leven
Heerschop was de zoon van de Haarlemse kleermaker Harmen Jasz. en diens tweede echtgenote Jopje Jansdr van Kuyndert. Eerder was hij gehuwd met Janneke Jansdr. van Kuyndert.

## Trivia
- Zijn schilderij Posidonius en Pompeius hangt in het stadhuis van Montfoort.

## Werken

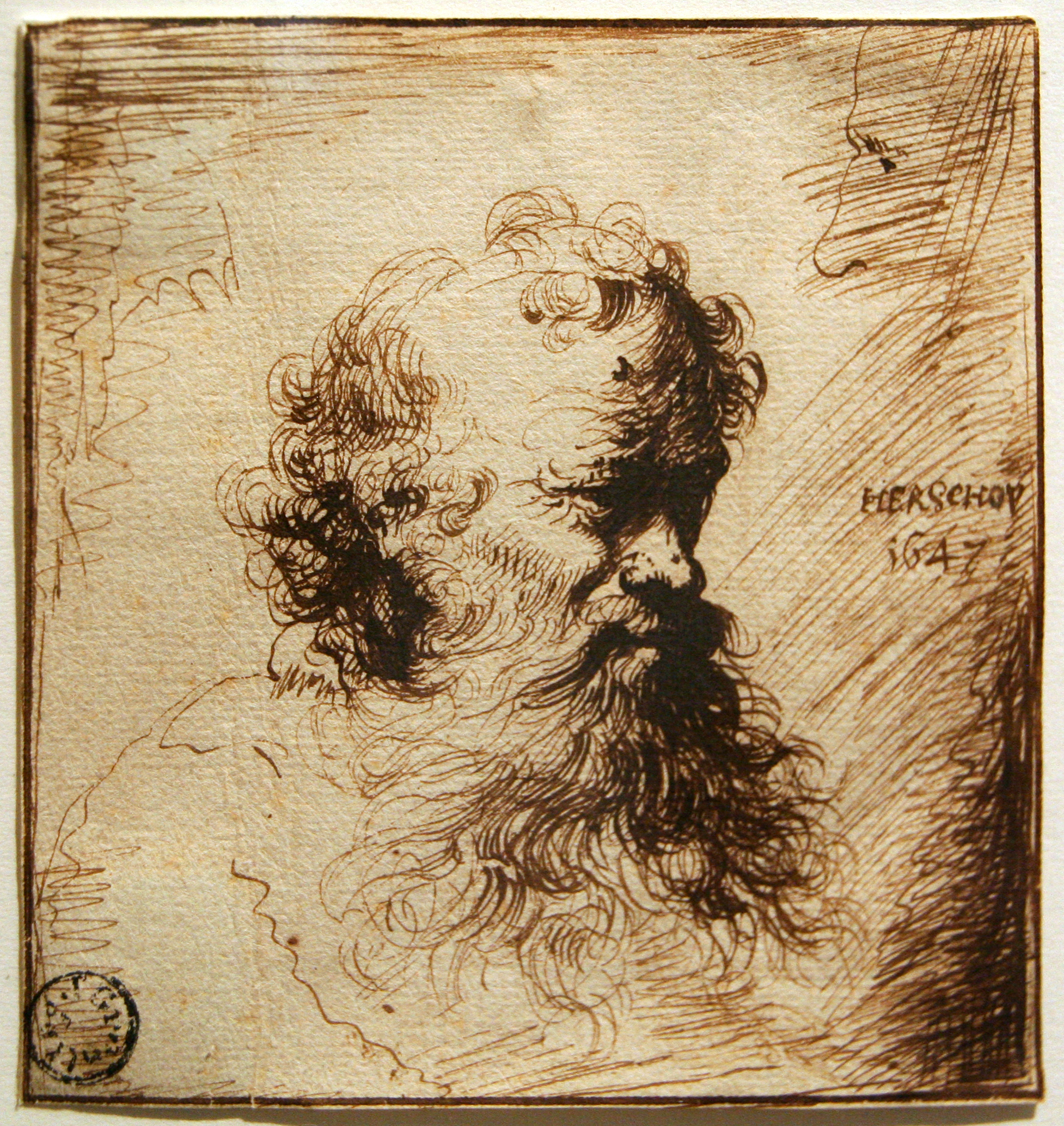
Oude man met baard (1647)
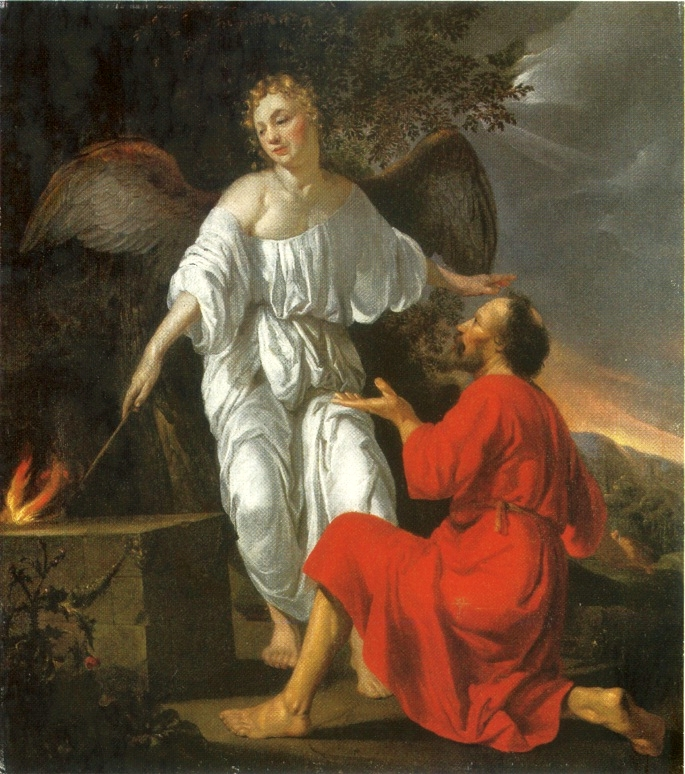
Het offer van Gideon (1659)
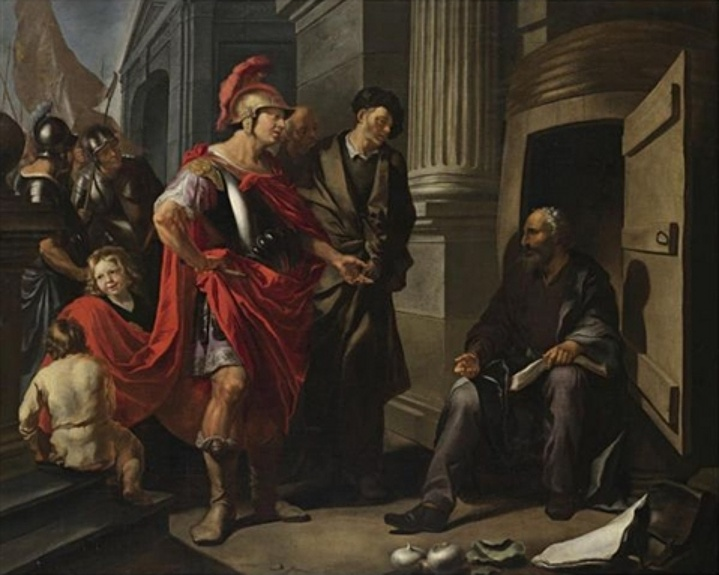
Alexander de Grote en Diogenes (1661)
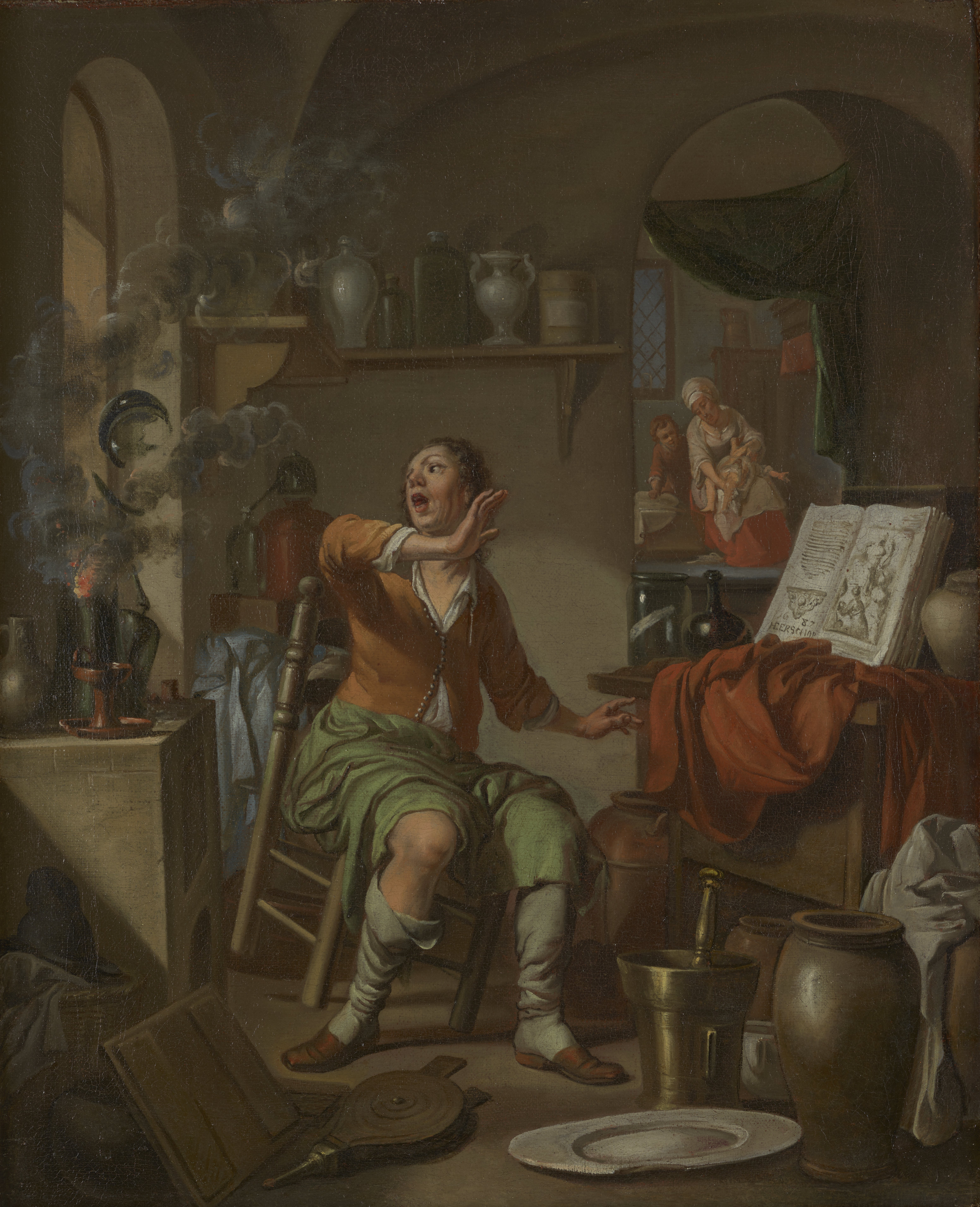
Het alchemistisch experiment vat vlam (1687)

- Biografisch Portaal: 74785508
- Digitale Bibliotheek voor de Nederlandse Letteren: heer092
- RKD-Nederlands Instituut voor Kunstgeschiedenis: 36904
- Union List of Artist Names: 500007922
- Virtual International Authority File: 95729422